# Kanton Châteldon
Kanton Châteldon (fr. Canton de Châteldon) je francouzský kanton v departementu Puy-de-Dôme v regionu Auvergne. Tvoří ho šest obcí.

## Obce kantonu
- Châteldon
- Lachaux
- Noalhat
- Paslières
- Puy-Guillaume
- Ris